# 대아중학교
대아중학교(大亞中學校)는 대한민국 경상남도 진주시 이현동에 있는 사립 중학교이다.

## 학교 연혁
- 1954년 2월 23일 : 학교 법인 하천학원 설립, 초대 박종한 이사장 취임
- 1955년 2월 14일 : 대아중학교 설립인가, 초대 박종한 교장 취임
- 1980년 2월 20일 : 진주시 이현동 316번지 신축교사 준공
- 1980년 3월 4일 : 진주시 이현동 316번지 신축교사 이전(중.고교)
- 1981년 4월 16일 : 학교 법인 하천학원을 오민학원으로 법인명 변경
- 1986년 6월 4일 : 하형주 유도관 개관
- 1994년 12월 10일 : 신관(동관) 28개 교실 준공
- 1997년 8월 21일 : 오민관(체육관) 준공
- 2018년 5월 18일 : 제7대 김영란 이사장 취임
- 2022년 3월 1일 : 1학급 감축(23학급)
- 2023년 1월 9일 : 제66회 224명 졸업(총 22,823명)
- 2023년 9월 1일 : 제9대 양진훈 교장 취임

## 참고 자료
- 대아중학교 - 한국교육학술정보원 학교알리미